# Georgie és Mandy első házassága
A Georgie és Mandy első házassága (Georgie & Mandy’s First Marriage) 2024-ben indult amerikai szitkom, amelyet Chuck Lorre, Steven Molaro és Steve Holland készítettek. Ez a harmadik televíziós sorozat az Agymenők franchise-ban, és közvetlen spin-offja Az ifjú Sheldon sorozatnak. A főbb szerepekben Montana Jordan, Emily Osment, Will Sasso és Rachel Bay Jones látható.
A sorozat premierje 2024. október 17-én volt a CBS csatornán. Magyarországon a Max mutatta be 2025. április 3-án.
2025 februárjában berendelték a második évadot.

## Ismertető
Georgie és Mandy családot alapítanak Texasban, és próbálnak megbirkózni a felnőtt élet, a gyermeknevelés és a házasság nyújtotta kihívásokkal.

## Szereplők

### Főszereplők
| Szereplő          | Színész          | Magyar hang     | Leírás                                                                                                  |
| ----------------- | ---------------- | --------------- | --- |
| Georgie Cooper    | Montana Jordan   | Kretz Boldizsár | Sheldon Cooper bátyja, aki egy autószervizben dolgozik, amelyet az apósa birtokol.                      |
| Mandy McAllister  | Emily Osment     | Györfi Anna     | Georgie felesége, aki 12 évvel idősebb nála, és közös lányuk, Constance (becenevén "CeeCee") édesanyja. |
| Audrey McAllister | Rachel Bay Jones | Orosz Helga     | Mandy édesanyja.                                                                                        |
| Jim McAllister    | Will Sasso       | Rába Roland     | Mandy édesapja, aki a családi autószerviz tulajdonosa.                                                  |
| Connor McAllister | Dougie Baldwin   | Jéger Zsombor   | Mandy munkanélküli öccse, aki kevés érzelmet mutat kifelé, de élvezi a kísérleti zene készítését.       |
| Ruben             | Jessie Prez      | Renácz Zoltán   | Georgie egyik kollégája.                                                                                |

### Mellékszereplők
| Szereplő                 | Színész         | Magyar hang        | Leírás                                                   |
| ------------------------ | --------------- | ------------------ | -------------------------------------------------------- |
| Mary Cooper              | Zoe Perry       | Zakariás Éva       | Georgie anyja.                                           |
| Connie Tucker (Mimó)     | Annie Potts     | Kovács Nóra        | Georgie nagymamája és Mary édesanyja.                    |
| Dale Ballard             | Craig T. Nelson | Trokán Péter       | Connie barátja.                                          |
| Missy Cooper             | Raegan Revord   | Hegedűs Johanna    | Georgie húga.                                            |
| Beth                     | Casey Wilson    | Peller Anna        | Mandy kolleganője, Todd anyja.                           |
| Jeff atya                | Matt Hobby      | Seder Gábor        | Optimista lelkész, aki a Cooper család templomát vezeti. |
| George Cooper            | Lance Barber    | Besenczi Árpád     | Georgie néhai édesapja és Mary férje.                    |
| Wayne Wilkins            | Doc Farrow      | Bognár Tamás       | George társedzője és a Cooper család barátja.            |
| Chloe Costa              | Kara Arena      | Varga Fekete Kinga | Connor barátnője, aki a helyi zeneboltban dolgozik.      |
| Todd                     | Jackson Kelly   | Tóth Márk          | Beth fia.                                                |
| Valerie                  | Kelli Goss      | Kardos Eszter      |                                                          |
| Travis Lemon tiszteletes | J.D. Walsh      | Fekete Zoltán      |                                                          |

### Magyar változat
- Főcím: Rábai Balázs
- Magyar szöveg: Bucsánszky Zsuzsanna
- Hangmérnök: Cs. Németh Bálint
- Vágó: Kajdácsi Brigitta
- Gyártásvezető: Gelencsér Adrienne
- Szinkronrendező: Marton Bernadett
- Produkciós vezető: Várkonyi Krisztina

A szinkront a Mafilm Audio Kft. készítette.

## Évados áttekintés
| Évad | Évad | Epizódok | Eredeti sugárzás  | Eredeti sugárzás | Eredeti adó | Magyar sugárzás  | Magyar sugárzás  | Magyar adó |
| Évad | Évad | Epizódok | Évadpremier       | Évadfinálé       | Eredeti adó | Évadpremier      | Évadfinálé       | Magyar adó |
| ---- | ---- | -------- | ----------------- | ---------------- | ----------- | ---------------- | ---------------- | ---------- |
|      | 1    | 22       | 2024. október 17. | 2025. május 15.  |             | 2025. április 3. | 2025. június 12. |            |
|      | 2    |          | 2025. október 16. | 2026.            |             |                  |                  |            |

## Epizódok

### 1. évad (2024–2025)
| Sor. | Év. | Cím                                                                                    | Rendező         | Író                                                                                                   | Premier                              | Nézettség   |
| ---- | --- | -------------------------------------------------------------------------------------- | --------------- | --- | ------------------------------------ | ----------- |
| 1.   | 1.  | A 6:10-es Lubbock-i vonat (The 6:10 to Lubbock)                                        | Mark Cendrowski | Chuck Lorre, Steven Molaro és Steve Holland                                                           | 2024. október 17. 2025. április 3.   | 6,56 millió |
| 2.   | 2.  | New York-i zagyvaság (Some New York Nonsense)                                          | Mark Cendrowski | Történet: Steve Holland és Jim Reynolds Tévéjáték: Steven Molaro és Connor Kilpatrick                 | 2024. október 24. 2025. április 3.   | 6,40 millió |
| 3.   | 3.  | Titkok, hazugságok és egy halom apró (Secrets, Lies and a Chunk of Change)             | Mark Cendrowski | Történet: Chuck Lorre és Steven Molaro Tévéjáték: Steve Holland és Connor Kilpatrick                  | 2024. október 31. 2025. április 10.  | 6,19 millió |
| 4.   | 4.  | Todd anyukája (Todd's Mom)                                                             | Mark Cendrowski | Történet: Chuck Lorre és Steve Holland Tévéjáték: Steven Molaro és Nadiya Chettiar                    | 2024. november 7. 2025. április 10.  | 6,15 millió |
| 5.   | 5.  | Hálaadás (Thanksgiving)                                                                | Mark Cendrowski | Történet: Steven Molaro és Connor Kilpatrick Tévéjáték: Steve Holland és Jim Reynolds                 | 2024. november 14. 2025. április 17. | 6,39 millió |
| 6.   | 6.  | A normál szamaritánus (A Regular Samaritan)                                            | Mark Cendrowski | Történet: Chuck Lorre és Steve Holland Tévéjáték: Steven Molaro és Nadiya Chettiar                    | 2024. december 5. 2025. április 17.  | 6,18 millió |
| 7.   | 7.  | Egy öreg Mustang (An Old Mustang)                                                      | Mark Cendrowski | Történet: Steven Molaro és Jim Reynolds Tévéjáték: Steve Holland és Connor Kilpatrick                 | 2024. december 12. 2025. április 24. | 6,51 millió |
| 8.   | 8.  | A diétás vacak (Diet Crap)                                                             | Mark Cendrowski | Történet: Steve Holland és Rachel Intrieri Tévéjáték: Steven Molaro és Connor Kilpatrick              | 2025. január 30. 2025. április 24.   | 6,38 millió |
| 9.   | 9.  | Az abroncsbemutató és az erkölcsi fölény (A Tire Convention and the Moral High Ground) | Mark Cendrowski | Történet: Steven Molaro és Nadiya Chettiar Tévéjáték: Steve Holland és Jim Reynolds                   | 2025. február 6. 2025. május 1.      | 6,59 millió |
| 10.  | 10. | A meghasonlott ház (A House Divided)                                                   | Mark Cendrowski | Történet: Steven Holland és Nadiya Chettiar Tévéjáték: Steve Molaro és Connor Kilpatrick              | 2025. február 13. 2025. május 1.     | 6,49 millió |
| 11.  | 11. | Az ellenség bizniszében (Working for the Enemy)                                        | Mark Cendrowski | Történet: Chuck Lorre és Steven Molaro Tévéjáték: Steve Holland és Jim Reynolds                       | 2025. február 20. 2025. május 8.     | 6,57 millió |
| 12.  | 12. | A lepratelep (Typhoid Georgie)                                                         | Mark Cendrowski | Történet: Steve Holland és Connor Kilpatrick Tévéjáték: Steven Molaro és Nadiya Chettiar              | 2025. február 27. 2025. május 8.     | 6,46 millió |
| 13.  | 13. | A McAllister autósbolt várja a nőket (McAllister Auto Loves the Ladies)                | Mark Cendrowski | Történet: Steven Molaro és Connor Kilpatrick Tévéjáték: Steve Holland és Jim Reynolds                 | 2025. március 6. 2025. május 15.     | 6,91 millió |
| 14.  | 14. | Sportfogadás és szakítás (A Sportsbook and a Breakup)                                  | Mark Cendrowski | Történet: Steve Holland és Nadiya Chettiar Tévéjáték: Chuck Lorre, Steven Molaro és Connor Kilpatrick | 2025. március 13. 2025. május 15.    | 6,27 millió |
| 15.  | 15. | Hangszerbolti istennő (Goddess of the Music Store)                                     | Nikki Lorre     | Történet: Chuck Lorre és Steve Holland Tévéjáték: Steven Molaro és Jim Reynolds                       | 2025. április 3. 2025. május 22.     | 5,93 millió |
| 16.  | 16. | Baba balhé (Baby Fight)                                                                | Mark Cendrowski | Történet: Steven Molaro és Connor Kilpatrick Tévéjáték: Steve Holland és Nadiya Chettiar              | 2025. április 10. 2025. május 22.    | 5,98 millió |
| 17.  | 17. | Két idióta egy terepmotoron (Two Idiots on a Dirt Bike)                                | Mark Cendrowski | Történet: Steve Holland és Laura Willcox Tévéjáték: Chuck Lorre és Steven Molaro                      | 2025. április 17. 2025. május 29.    | 5,80 millió |
| 18.  | 18. | A TV-s pénz (TV Money)                                                                 | Nikki Lorre     | Történet: Steven Molaro és Danny Rivera Tévéjáték: Steve Holland és Connor Kilpatrick                 | 2025. április 24. 2025. május 29.    | 5,93 millió |
| 19.  | 19. | Besúgó kontra sunnyogó (Snitch v. Deadbeat)                                            | Mark Cendrowski | Történet: Steve Holland és Nadiya Chettiar Tévéjáték: Steven Molaro és Jim Reynolds                   | 2025. május 1. 2025. június 5.       | 5,63 millió |
| 20.  | 20. | A nők szeretik a villásreggelit (Ladies Love Brunch)                                   | Mark Cendrowski | Történet: Steven Molaro és Jamie Laski Tévéjáték: Steve Holland és Connor Kilpatrick                  | 2025. május 8. 2025. június 5.       | 5,64 millió |
| 21.  | 21. | A bűn csizmája (Guilt Boots)                                                           | Mark Cendrowski | Történet: Steve Holland, Nadiya Chettiar és Rachel Intrieri Tévéjáték: Steven Molaro és Jim Reynolds  | 2025. május 15. 2025. június 12.     | 5,62 millió |
| 22.  | 22. | Komoly döntések (Big Decisions)                                                        | Mark Cendrowski | Történet: Steve Holland és Steven Molaro Tévéjáték: Chuck Lorre és Connor Kilpatrick                  | 2025. május 15. 2025. június 12.     | 6,00 millió |

### 2. évad (2025–2026)
| Sor. | Év. | Cím | Rendező | Író | Premier           | Nézettség |
| ---- | --- | --- | ------- | --- | ----------------- | --------- |
| 23.  | 1.  | ?   |         |     | 2025. október 16. |           |

## A sorozat készítése
2024. januárjában bejelentették, hogy Az ifjú Sheldon spin-offja fejlesztés alatt áll a CBS-nél. 2024. márciusában bejelentették, hogy a CBS zöld utat adott a Young Sheldon spinoffnak.
A spin-off középpontjában a fiatal házas szülők, Georgie Cooper (Montana Jordan) és felesége, Mandy McAllister (Emily Osment) szereplői állnak, akik "a felnőttkor, a gyermeknevelés és a házasság kihívásaiban navigálnak". Azt is bejelentették, hogy Chuck Lorre, Steven Molaro és Steve Holland alkotótársak írják és készítik a spin-offot. 2024. májusában jelentették be a sorozat címét, a Georgie & Mandy's First Marriage-t, és a sorozat premierje 2024. október 17-én volt a CBS-en.
A sorozatban részt vevő produkciós cégek a Lorre's Chuck Lorre Productions és a Warner Bros. Television Studios.

### Szereplőválogatás
2024. márciusában bejelentették, hogy Montana Jordan és Emily Osment ismét George "Georgie" Cooper Jr.-t, illetve Amanda "Mandy" McAllistert alakítja Az ifjú Sheldonból. 2024 májusában arról számoltak be, hogy Will Sasso és Rachel Bay Jones újra eljátsszák Mandy szüleinek szerepét.

### Forgatás
A sorozat forgatása 2024 júliusában kezdődött, élő közönség előtt.

## Fordítás
Ez a szócikk részben vagy egészben  a   Georgie & Mandy's First Marriage című angol Wikipédia-szócikk ezen változatának fordításán alapul.  Az eredeti cikk szerkesztőit annak laptörténete sorolja fel. Ez a jelzés csupán a megfogalmazás eredetét és a szerzői jogokat jelzi, nem szolgál a cikkben szereplő információk forrásmegjelöléseként.